# August Schmidt (Postamtsdirektor)
August Schmidt (* 7. Mai 1834 in Windsbach; † 1. November 1913 in Nürnberg) war ein deutscher Postamtsdirektor und Verfasser zahlreicher belletristischer Werke.

## Leben
Während des Studiums in Würzburg wurde er am 7. Mai 1834 in das Corps Moenania recipiert (xxx,xx). 1869 wurde er Postoffizial in München. Am Deutsch-Französischen Krieg von 1870/71 nahm er als Feldpostbeamter teil. Seit 1879 war er Spezialkassier in Nürnberg. 1889 wurde er Lokalpostmeister. Und von 1898 bis 1905 war er Postamtsdirektor.
Als Autor verfasste er zahlreiche belletristische Werke. Als solcher war er Vorstand und Ehrenmitglied des Pegnesischen Blumenordens, der ältesten literarischen Gesellschaft Deutschlands. Des Weiteren war er Vorstand der Geographischen Sektion der Naturhistorischen Gesellschaft. Mehrere seiner Theaterstücke fanden wiederholte Aufführungen im Gärtner-Theater in München und im Stadttheater Nürnberg.

## Ehrungen
- Bayrischer Verdienstorden vom Heiligen Michael IV. Klasse